# Feria de Ganado de Puerto Lumbreras

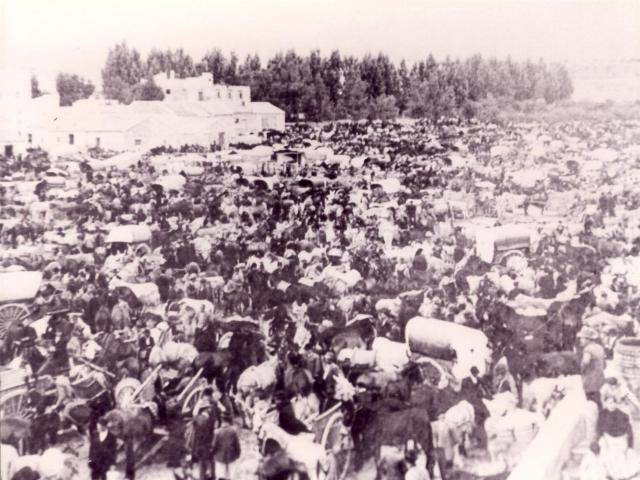
Fotografía antigua de la Feria del Ganado

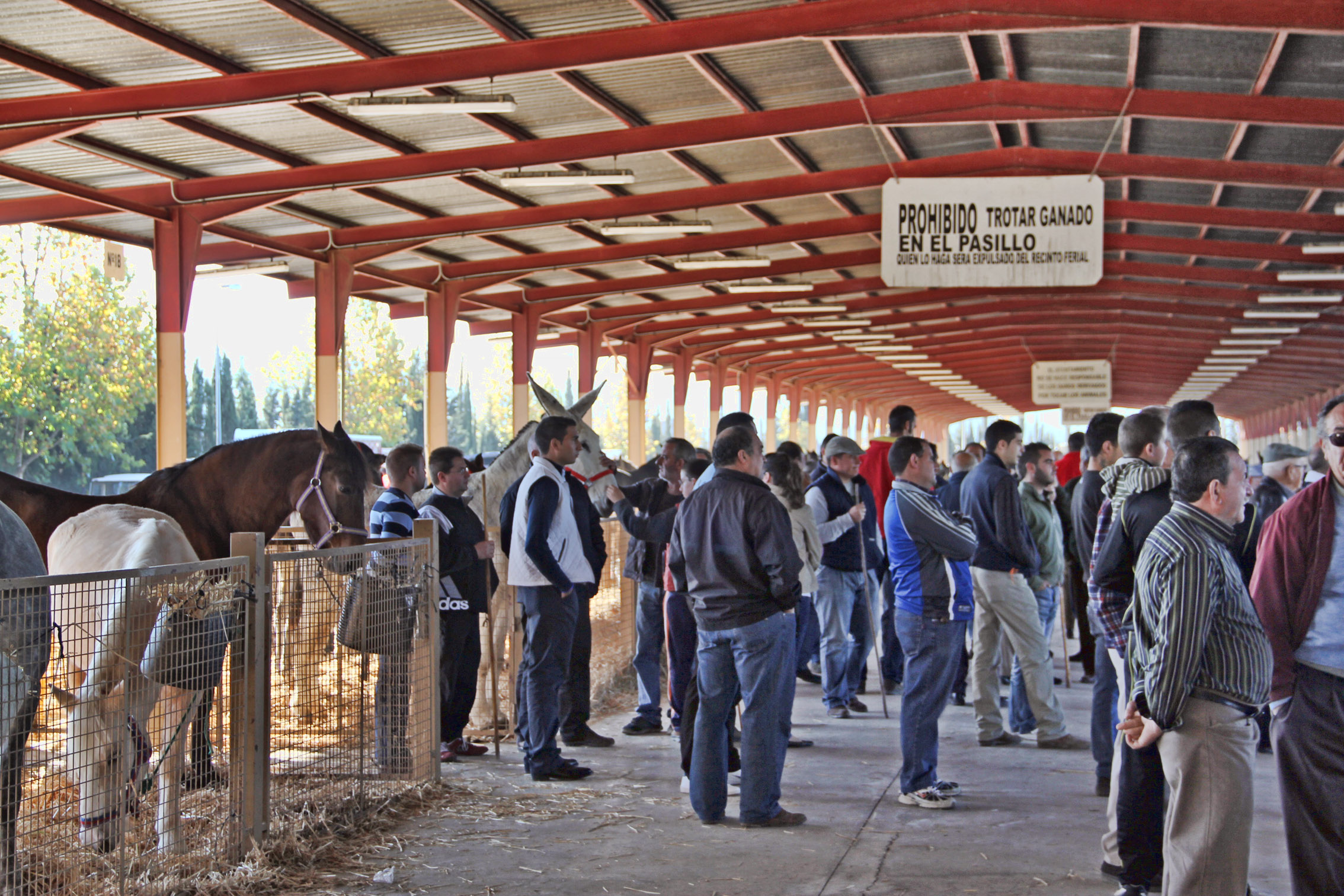
Feria de Ganado, año 2011

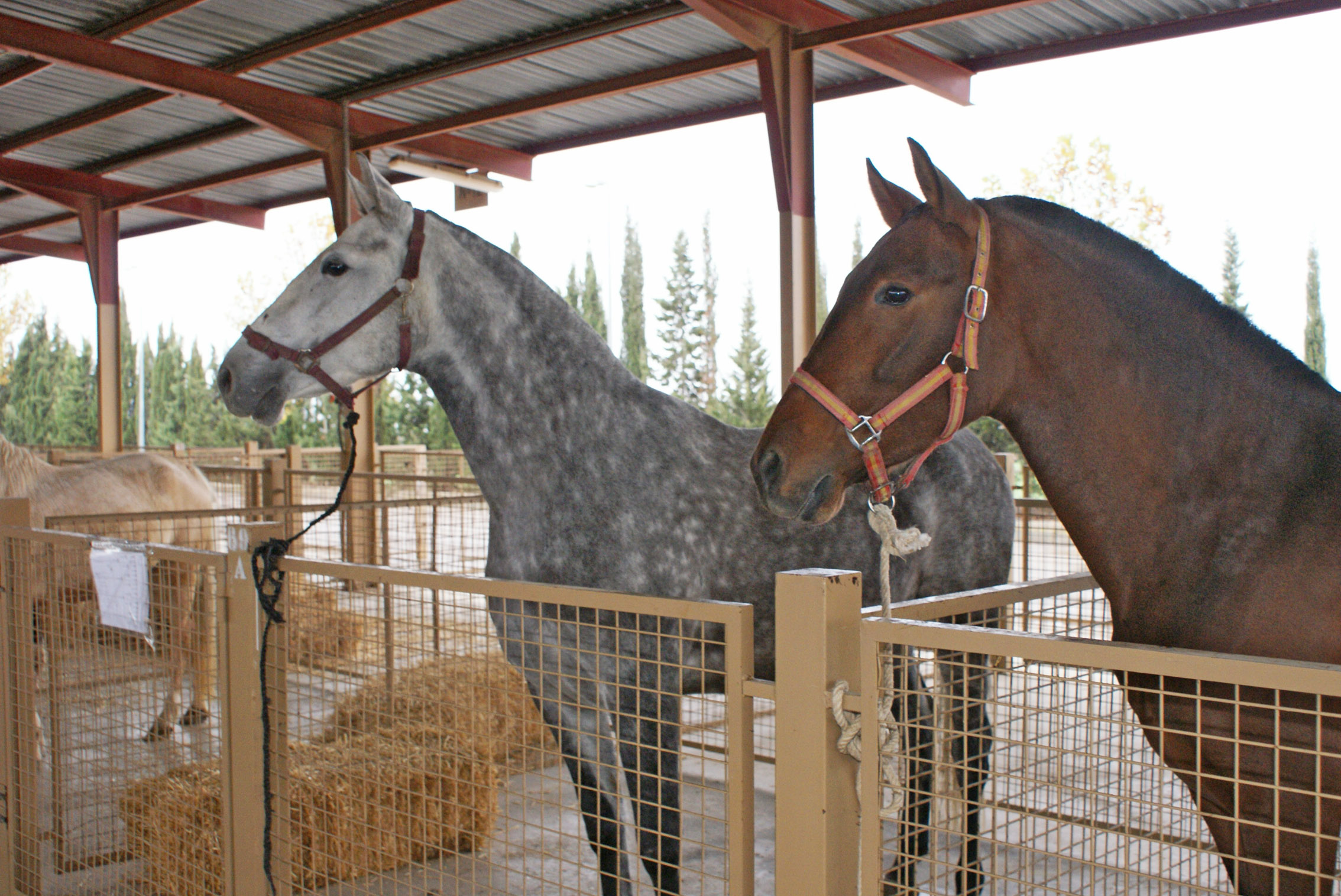
Ejemplares equinos en la edición de 2011

La Feria del Ganado Equino de Puerto Lumbreras (Región de Murcia, España) es uno de los encuentros más antiguos de este tipo en España. Las primeras ferias se celebraron en el cauce de la rambla de Nogalte aprovechando la existencia de una fuente y un abrevadero que se abastecía del caudal de agua recogida y distribuida por el sistema de Caño y Contracaño. En la actualidad, la feria se organiza todos los años en el Mercado Comarcal de Ganados.

## Historia
Tiene su origen a comienzos del siglo XX en los tratos que ganaderos y agricultores realizaban para que estos últimos adquiriesen los animales que eran necesarios para el laboreo agrícola en el campo de Nogalte. Surge en un momento en el que se roturan nuevas tierras gracias al incremento del caudal de agua obtenido tanto mediante galerías filtrantes, en ramblas como Vilerda, Nogalte o Béjar, como aprovechando las escorrentías superficiales a través de boqueras y aljibes. 
Las primeras ferias se celebraron en el cauce de la rambla de Nogalte a su paso por Puerto Lumbreras, donde disponían de un amplio espacio para colocar a los animales y aprovechando el agua que afloraba en la fuente y abrevadero de Los Caños. Con el paso del tiempo, la fama de la Feria atrajo a numerosos interesados del resto de la región y de provincias vecinas, por lo que acabó por constituirse un segundo encuentro. De este modo, actualmente Puerto Lumbreras abre la temporada en España de ferias de ganado equino en el mes de mayo con la Feria Grande,  siendo además el último en cerrarla con la  Feria Chica, que se realiza en diciembre. 
Sendos certámenes están dedicados a la compra venta de ganado equino, asnal y mular, aunque también se llevan a cabo otras actividades, como exposiciones de material ganadero, información sobre el cuidado de estos animales o  demostraciones de oficios artesanales como el trabajo del esparto.

## Mercado Comarcal de Ganado
Estas instalaciones cuentan con una superficie aproximada de 20.000 m². Se sitúan al sur de Puerto Lumbreras,  junto a la carretera que une esta localidad con El Esparragal-La Estación. Fue construido para concentrar la celebración de estas ferias fuera del recinto urbano, proporcionando además a los participantes un medio más adecuado para exponer sus productos. 
Aquí también se organiza un mercado semanal de ganados al que concurren reses ovinas y caprinas, comercializándose de este modo una parte importante de estas cabañas ganaderas mediante el trato directo del ganado ofertado por el vendedor.

## Curiosidades
Frase popular que se va gritando por las inmediaciones de la feria por los ganaderos: "Es la feriaaaa del ganadooooo, la feriaaa del ganadooooo".